# Joss Stone
Joscelyn Eve Stoker (Dover, 11 april 1987), beter bekend onder haar artiestennaam Joss Stone, is een Engelse soul-, R&B- en blueszangeres, songwriter en actrice. Stone werd eind 2003 beroemd na de release van haar platina debuutalbum, The Soul Sessions. In 2004 werd haar nummer 1-album, Mind, Body & Soul uitgegeven. Het album en de bijbehorende leadsingle You Had Me werden in 2005 genomineerd voor een Grammy Award. Dat jaar kreeg Stone ook een nominatie voor "Beste nieuwe artiest". Ze werd in Engeland in 2004 uitgeroepen tot een van de meestbelovende acts van 2004. Haar derde studioalbum, Introducing Joss Stone uit 2007, werd het tweede hoogste debuut ooit voor een Britse vrouwelijke soloartiest in de Billboard 200.
In 2009 bracht ze haar album Colour Me Free! uit. In 2011 volgde LP1. Beide bereikten ze de top 10 in de Verenigde Staten. In 2011 maakte ze ook deel uit van de supergroep SuperHeavy, met onder andere Mick Jagger.
Stone heeft tot nu toe wereldwijd al meer dan 13 miljoen albums verkocht, waardoor ze tot de bestverkopende artiesten van de jaren 00 behoort. Haar eerste drie albums verkochten bij elkaar meer dan 2,7 miljoen exemplaren in de Verenigde Staten, terwijl de twee eerste in het Verenigd Koninkrijk samen ruim 2 miljoen keer over de toonbank gingen. Stone heeft twee Brit Awards en één Grammy Award gewonnen. In 2006 maakte ze haar acteerdebuut in de film Eragon. Ook speelde ze in The Tudors. In 2012 werd Stones vermogen geschat op £10 miljoen (€11,7 miljoen), waarmee ze de op-vier-na-rijkste Brit onder de 30 is. In juli 2012 bracht Stone haar laatste album uit, The Soul Sessions, Vol. 2, een vervolg op haar debuutalbum.

## Levensloop
Joss Stone is geboren in Dover, in Kent (in het Verenigd Koninkrijk). Ze bracht haar tienerjaren door in Ashill in Devon. Ze is de derde van de vier kinderen van Richard en Wendy Stoker. Ze deed haar eerste optreden op de Uffculme Comprehensive School, in Uffculme in Devon. Ze zong een cover van Jackie Wilsons Reet petite uit 1957. Vanwege haar dyslexie stopte Stone met haar school op 16-jarige leeftijd, met drie General Certificate Of Secondary Education-kwalificaties. "Ik was niet zo stom. Ik ben gewoon een beetje dyslectisch en ik was niet een erg goede leerling. Ik ben meer artistiek", zei ze.
Stone groeide op met een grote variatie van muziek, waaronder Amerikaanse R&B- en soulzangeressen, zoals Dusty Springfield en Aretha Franklin. Ze ontwikkelde daardoor een muziekstijl in het genre soul. In 2001, toen ze dertien was, kwam ze in de show Star for a night van de BBC. Ze zong On the Radio van Donna Summer uit 1979, en won. In 2002 besloot ze om auditie te doen voor S-Curve in New York. Ze sloot ook een deal met BMG in het Verenigde Koninkrijk. Sindsdien heeft ze opgetreden met artiesten zoals Blondie en Gladys Knight.

### The Soul Sessions(2003)
Nadat ze had getekend voor S-Curve, vloog Stone naar Miami, Florida in de Verenigde Staten om te beginnen te werken aan haar debuutalbum The Soul Sessions. Dit album werd uitgebracht op 16 september 2003. Ze werkte samen met mensen zoals Betty Wright, Benny Latimore, Timme Thomas en Willie 'Little Beaver' Hale. Ook trad ze op met Angie Stone en The Roots.
Het album bestaat uit covers van soulliedjes van Wright, Franklin, Laura Lee en Bettye Swann. Toen het werd uitgebracht aan het einde van 2003, kwam het in de top vijf van de Britse albumlijst en ook in de Top 40 van de Amerikaanse Billboard 200. De single Fell in Love with a Boy was een cover van Fell in Love with a Girl van de The White Stripes uit 2001. Hij kwam in de Top 20 van de Britse hitparade. De tweede single, Super Duper Love, die een cover is van Sugar Billy's Super Duper Love uit 1974, kwam ook in de top 20.

### Mind, Body & Soul(2004)
Na het bereiken van goede kritieken met The Soul Sessions, nam Stone haar tweede album op: Mind, Body and Soul. Het werd uitgebracht op 28 september 2004. Zelf zegt Stone dat dit haar echte debuutalbum is, omdat ze de nummers van dit album grotendeels zelf heeft geschreven. "Ik vind dat ik op dit album veel beter zing", zegt ze. Het werd een groter succes dan haar vorige album, omdat het op nummer 1 debuteerde in het Verenigd Koninkrijk, een record dat eerder op naam stond van Avril Lavigne. In de Verenigde Staten kwam het album niet verder dan nummer 11. De single You Had Me werd haar eerste top 10-hit in het Verenigd Koninkrijk. Wereldwijd werd dit ook een hit. De singles die erna kwamen, Right to be wrong en Spoiled kwamen allebei in de Top 40. Don't cha wanna ride kwam zelfs in de Top 20. Spoiled kwam net buiten de Top 50 van de Hot R&B/Hip-Hop Songs, op nummer 54.

### Introducing Joss Stone(2007)
Stone begon met het werken aan haar derde studioalbum, Introducing Joss Stone, in de Compass Point Studios in Nassau op de Bahama's in mei 2006. Het werd uitgebracht op 12 maart 2007 in het Verenigd Koninkrijk door Virgin. Stone heeft samengewerkt met Raphael Saadiq en met samenwerkingen met Lauryn Hill, Common en Joi. Stone beschrijft het album als "echt wie ik ben. Daarom noem ik het Introducing Joss Stone. Dit zijn mijn teksten en dit is wie ik ben als artiest". Ze heeft ook gezegd dat haar breuk met Beau Dozier een bron van inspiratie was terwijl ze Introducing Joss Stone aan het schrijven was.
Het album kwam binnen op nummer 12 in het Verenigd Koninkrijk en op nummer twee in de Verenigde Staten. Er werden 118.000 cd's verkocht in de eerste week. Het album werd daardoor het hoogste debuut voor een Britse solozangeres in de Amerikaanse albumlijst. Het passeerde het record van Amy Winehouse met Back to black. Sinds de release van het album zijn er al meer dan 60.000 cd's van verkocht in het Verenigd Koninkrijk. Het kreeg daardoor een zilveren status.
Tell me 'bout it kwam binnen op nummer 28 in de Britse hitparade. Het stond daar maar voor drie weken in. In de Amerikaanse Billboard Hot 100 kwam het slechts tot nummer 83. De tweede single, Tell Me What We're Gonna Do Now, kwam in de Top 65 in de U.S. Hot R&B/Hip-Hop Songs.
Op 3 december 2007 werd de derde single van het album Introducing Joss Stone uitgebracht: Baby Baby Baby. De single kon vanaf 23 december op iTunes worden gedownload en vanaf 30 december via andere webwinkels. Op 14 januari 2008 kon de single worden gekocht in winkels. Naast de single Baby Baby Baby staat er ook een versie op van de digitale downloadsingle L-O-V-E op.

### Colour Me Free!(2009)
Joss Stone kondigde in 2009 in een interview op de Amerikaanse website Billboard een nieuw album aan. Dit album heet Colour Me Free! en kwam uit op 20 oktober 2009. Het album werd enkele malen uitgesteld.
Op 31 mei 2009 kwam het nieuws naar buiten dat EMI naar de rechtszaal stapte, omdat Stone contractbreuk zou hebben gepleegd. In 2007 had ze met EMI afgesproken om het album vóór 31 januari 2008 af te hebben. Dit zou echter niet zo zijn, al beweert Stone zelf dat het album voor die tijd wel klaar was. Stone heeft EMI eerder 2 miljoen pond aangeboden, zodat ze kon vertrekken, omdat Stone en haar platenmaatschappij volgens Stone niet meer samen konden werken. In het bedrag van £2 miljoen zit een schadevergoeding van £800.000 voor Colour Me Free. EMI heeft het aanbod geweigerd, en is dus naar de rechtszaal gestapt. Het was niet direct duidelijk wat deze rechtszaak betekende voor de release van Colour Me Free, en voor Joss' contract bij EMI.
In maart hield Stone een serie concerten in het Verenigd Koninkrijk, waarbij ze nieuwe nummers liet horen. Ook het nummer Governmentalist, dat ging over president Bush in Engeland in 2008 staat op het nieuwe album. In de zomer maakte ze een tournee door Europa, die haar op 2 juli 2009 naar de Westergasfabriek bracht en op 1 februari 2010 naar Paradiso.

### LP1 (2011)
In augustus 2010 werd bekendgemaakt dat Stone niet langer onder contract staat bij EMI, maar dat ze haar eigen platenmaatschappij, Stone'd Records, heeft opgericht. Ook werd in december 2010 aangekondigd dat er een verzamelalbum uit zou komen onder de naam Super Duper Hits: The Best of Joss Stone. 26 juli 2011 bracht Stone haar eerste album in eigen beheer, LP1, via Suburban Records uit. Dit album werd geproduceerd door Dave Stewart.

### Andere werken
In juli 2005 zong Stone het lied What ever happened to the heroes, voor de film Fantastic Four. Het werd geschreven door Pink, Billyman en Christopher Rojas en werd geproduceerd door Beau Dozier, vlak voor hun break-up, in november van dat jaar.
Met James Brown zong Stone een versie van It's a man's man's man's world en Papa's got a brand new bag, in de talkshow Friday Night with Jonathan Ross op BBC 1, op 1 juli 2005. Ze zong op 8 september 2005 een duet met Rob Thomas, het lied Stop draggin' my heart around, dat een cover is van Stevie Nicks uit 1981. Op 5 februari 2006 zong Stone samen met Stevie Wonder, India.Arie en John Legend een medley van Wonders hits. Drie dagen later, op 8 februari, tijdens de Grammy Awards van 2006, zong ze weer een medley, maar nu van Sly & the Family Stone, samen met Legend, Ciara, Maroon 5, Will.i.am, Robert Randolph, Steven Tyler en Joe Perry.
Stone werkte samen met jazzpianist Herbie Hancock en blueszanger Jonny Lang voor een cover van When Love Comes to Town, van U2 uit 1988. Dit lied kwam in 2005 op het album Possibilities van Hancock te staan. In datzelfde jaar zong Stone ook mee op het lied Cry baby cry (samen met Sean Paul en Santana) en werkte ze met Patti LaBelle aan het lied Stir it up, voor de Disneyfilm Chicken Little. "Ik heb haar eerst gehoord voordat ik haar zag, en ik zei, 'Waar komt die zwarte meid vandaan?' Ze klonk als een zwarte meid! Nee, nee, niet een meid, een zwarte vrouw", zei LaBelle over Stone. Stone stond met het lied Anniversary ook op het album The truth about love van de Britse artiest Lemar.
Op 28 juni 2007 vroeg Stone aan Brian May, de gitarist van Queen, om met haar Under Pressure op te voeren op het concert voor Diana, dat werd gehouden in het Wembley Stadion in Londen. Hij zegde het eerst toe, maar toen hij door kreeg hoe anders de uitvoering zou worden in vergelijking met het origineel, weigerde hij alsnog. Vervolgens deed Stone het solo. Ze zong ook haar hit You Had Me en een cover van That ain't a lot of love van Sam & Dave met Tom Jones.
In september 2007 maakte Stone ook een cover op L-O-V-E van Nat King Cole, ter promotie van het parfum Coco Mademoiselle van Chanel. Er werd een korte film bij gemaakt, waar Keira Knightley in speelde. Ze maakte voor kerst een single die All I want for Christmas heet, het liedje werd geschreven door Dan Mackenzie.
In 2007 zong Stone het lied Gimme Shelter, een cover van The Rolling Stones, samen met Angélique Kidjo, voor haar album Djin Djin. In 2008 zong Stone ook op Randy Jackons album Randy Jackson's Music Club, Vol. 1, met het lied Just walk on by. Eerst zou ze dat samen zingen met Three 6 Mafia, maar dit ging om onbekende redenen niet door. Stone nam in december 2007 samen met countryzangeres LeAnn Rimes deel aan het televisieprogramma CMT Crossroads.
Op de dvd van Jeff Beck, Performing this week...live at Ronnie Scott's uit 2008, vertolkt Joss Stone People get ready van Curtis Mayfield, in de Engelse jazzclub van Ronnie Scott in Soho (Londen).
Joss Stone zingt mee in het nummer Just one kiss, dat verscheen op het album The Way I See It van Raphael Saadiq. Saadiq had eerder met Stone samengewerkt voor haar album Introducing Joss Stone.
Op 17 oktober 2008 bracht Stone een nieuw lied uit, dat Governmentalist heet. Het lied gaat over de Amerikaanse presidentsverkiezingen van 2008. Op 27 december 2008 bracht Stone een kerstlied uit, dat The Anti-Christmas Carol heet. In het lied zingt Stone dat ze blij is dat Kerst maar één keer per jaar voorkomt. 
In 2011 maakte Stone deel uit van de supergroep SuperHeavy, samen met Mick Jagger, Dave Stewart, Damian Marley en A. R. Rahman. In september van dat jaar kwam hun gelijknamige debuutalbum uit.

### Aandacht in de media
In 2005 werd Stone het gezicht van Gap, ze verving daarmee actrice Sarah Jessica Parker. Ze nam twee reclames op, één waarin ze een cover zong van Night time is the right time van Ray Charles uit 1958, en één waarin ze een cover zong van God only knows van The Beach Boys uit 1966.
De Canadese zanger Bryan Adams fotografeerde Stone voor het Hear the World-magazine, om meer aandacht te vragen voor het onderwerp horen. Stone zegt dat het voor haar het ergste zou zijn wat haar kan overkomen, als ze niet meer zou kunnen horen.
Half december 2007 werd Stone de nieuwe "Flake-girl". Ze maakte een reclame in de lente van 2008. Volgens Cadbury Schweppes, de makers van Flake, was Stone het eerste niet-model dat de rol op zich nam.

### Acteercarrière
Stone maakte haar acteerdebuut in Eragon als het mystieke kruidenvrouwtje Angela. In 2009 speelde Stone de rol van Stefanie Heinzmann in de Britse romantische komedie Snappers op zich, waarin ook Chloe Howman, Caroline Quentin en Bruce Jones speelden. Ze ook de soundtrack schreef voor de film.
In 2009 speelde Stone de rol van Anna van Kleef in het derde seizoen van de serie The Tudors.

## Trivia
- Stone staat erom bekend dat ze optreedt met blote voeten en kleren in neo-hippiestijl. Stone heeft haar haar ter promotie van Introducing Joss Stone paars geverfd. Haar haar heeft inmiddels al vele verschillende stijlen gehad, zoals krullen, steil, paars, zwart en bruin.
- Stone was tijdens het North Sea Jazz Festival van 2005 een van de hoofdacts, naast Candy Dulfer en Jamie Cullum.
- Op 11 juli 2007 gaf Stone haar eerste officiële concert in Nederland in een uitverkochte Heineken Music Hall in Amsterdam. Op 31 oktober keerde ze terug voor een concert in Ahoy Rotterdam, Later in 2009 gaf Joss Stone een concert samen met Jason Mraz in de Westergasfabriek in Amsterdam.
- Stone heeft ook samengewerkt met de band Something Sally, voor hun single Tip of my tongue. Something Sally heeft tijdens Stones tour een tijdje als Special Guest meegereisd.
- Stone zingt mee met Al Green in het nummer How do you mend a broken heart?, een nummer van de 'Sex and The City'-cd.

## Discografie

### Albums
| Album met eventuele hitnotering(en) in de Nederlandse Album Top 100 | Datum van verschijnen | Datum van binnenkomst | Hoogste positie | Aantal weken | Opmerkingen             |
| ------------------------------------------------------------------- | --------------------- | --------------------- | --------------- | ------------ | ----------------------- |
| The Soul Sessions                                                   | 24-11-2003            | 14-02-2004            | 4               | 54           |                         |
| Mind, body & soul                                                   | 22-09-2004            | 02-10-2004            | 3               | 63           |                         |
| Introducing Joss Stone                                              | 12-03-2007            | 17-03-2007            | 1(1wk)          | 44           |                         |
| Colour me free!                                                     | 30-10-2009            | 07-11-2009            | 16              | 11           |                         |
| LP1                                                                 | 22-07-2011            | 30-07-2011            | 6               | 11           |                         |
| SuperHeavy                                                          | 16-09-2011            | 24-09-2011            | 1(1wk)          | 12           | als deel van SuperHeavy |
| The soul sessions Vol. 2                                            | 07-2012               | 28-07-2012            | 2               | 10           |                         |
| Water for your soul                                                 | 31-07-2015            | 08-08-2015            | 3               | 9            |                         |
| Never forget my love                                                | 11-02-2022            |                       |                 |              |                         |

| Album met hitnotering(en) in de Vlaamse Ultratop 200 albums | Datum van verschijnen | Datum van binnenkomst | Hoogste positie | Aantal weken | Opmerkingen             |
| ----------------------------------------------------------- | --------------------- | --------------------- | --------------- | ------------ | ----------------------- |
| The soul sessions                                           | 2003                  | 14-02-2004            | 7               | 43           |                         |
| Mind, body & soul                                           | 2004                  | 02-10-2004            | 3               | 53           |                         |
| Introducing Joss Stone                                      | 2007                  | 17-03-2007            | 5               | 20           |                         |
| Colour me free!                                             | 2009                  | 14-11-2009            | 50              | 7            |                         |
| LP1                                                         | 2011                  | 06-08-2011            | 12              | 7            |                         |
| SuperHeavy                                                  | 2011                  | 24-09-2011            | 14              | 7            | als deel van SuperHeavy |
| The soul sessions Vol. 2                                    | 2012                  | 28-07-2012            | 25              | 14           |                         |
| Water for your soul                                         | 2015                  | 08-08-2015            | 27              | 7            |                         |

### Singles
| Single met eventuele hitnotering(en) in de Nederlandse Top 40 | Datum van verschijnen | Datum van binnenkomst | Hoogste positie | Aantal weken | Opmerkingen                                           |
| ------------------------------------------------------------- | --------------------- | --------------------- | --------------- | ------------ | ----------------------------------------------------- |
| Fell in love with a boy                                       | 26-01-2004            | 31-01-2004            | tip2            | -            | Nr. 80 in de Single Top 100                           |
| You had me                                                    | 13-09-2004            | 25-09-2004            | 4               | 11           | Nr. 14 in de Single Top 100 / Alarmschijf             |
| Lonely without you (This Christmas)                           | 2004                  | 11-12-2004            | tip20           | -            | met Mick Jagger                                       |
| Right to be wrong                                             | 29-11-2004            | 05-02-2005            | 14              | 5            | Nr. 31 in de Single Top 100                           |
| Spoiled                                                       | 14-03-2005            | 30-04-2005            | 24              | 7            | Nr. 46 in de Single Top 100                           |
| Don't cha wanna ride?                                         | 04-07-2005            | 16-07-2005            | 24              | 5            | Nr. 54 in de Single Top 100                           |
| Cry baby cry                                                  | 08-05-2006            | 29-04-2006            | tip6            | -            | met Santana & Sean Paul / Nr. 63 in de Single Top 100 |
| Tell me 'bout it                                              | 06-02-2007            | 17-03-2007            | 8               | 11           | Nr. 5 in de Single Top 100 / Alarmschijf              |
| Tell me what we're gonna do now                               | 11-06-2007            | 07-07-2007            | 23              | 9            | met Common / Nr. 36 in de Single Top 100              |
| The best thing about me is you                                | 06-12-2010            | -                     |                 |              | met Ricky Martin / Nr. 99 in de Single Top 100        |
| Miracle worker                                                | 11-07-2011            | 30-07-2011            | tip4            | -            | als deel van SuperHeavy / Nr. 25 in de Single Top 100 |
| Beautiful people                                              | 2011                  | -                     |                 |              | als deel van SuperHeavy / Nr. 64 in de Single Top 100 |
| The answer                                                    | 27-05-2015            | -                     |                 |              |                                                       |

| Single met hitnotering(en) in de Vlaamse Ultratop 50 | Datum van verschijnen | Datum van binnenkomst | Hoogste positie | Aantal weken | Opmerkingen                 |
| ---------------------------------------------------- | --------------------- | --------------------- | --------------- | ------------ | --------------------------- |
| Fell in love with a boy                              | 2004                  | 03-04-2004            | tip16           | -            |                             |
| You had me                                           | 2004                  | 09-10-2004            | 21              | 11           | Nr. 10 in de Radio 2 Top 30 |
| Right to be wrong                                    | 2004                  | 18-12-2004            | tip2            | -            | Nr. 29 in de Radio 2 Top 30 |
| Spoiled                                              | 2005                  | 19-03-2005            | tip6            | -            |                             |
| Don't cha wanna ride?                                | 2005                  | 16-07-2005            | tip10           | -            |                             |
| Tell me 'bout it                                     | 2007                  | 24-02-2007            | tip2            | -            | Nr. 8 in de Radio 2 Top 30  |
| Tell me what we're gonna do now                      | 2007                  | 12-05-2007            | tip14           | -            | met Common                  |
| The best thing about me is you                       | 2010                  | 22-01-2011            | tip39           | -            | met Ricky Martin            |
| Somehow                                              | 13-06-2011            | 20-08-2011            | tip44           | -            |                             |
| Miracle worker                                       | 2011                  | 30-07-2011            | tip28           | -            | als deel van SuperHeavy     |
| Karma                                                | 03-10-2011            | 05-11-2011            | tip63           | -            |                             |
| While you're out looking for sugar                   | 2012                  | 30-06-2012            | tip43           | -            |                             |
| Teardrops                                            | 2012                  | 22-09-2012            | tip72           | -            |                             |
| My love goes on                                      | 2019                  | 02-02-2019            | tip28           | -            | met James Morrison          |

### Dvd's
| Dvd's met hitnoteringen in de Nederlandse Music Top 30 | Datum van verschijnen | Datum van binnenkomst | Hoogste positie | Aantal weken | Opmerkingen |
| ------------------------------------------------------ | --------------------- | --------------------- | --------------- | ------------ | ----------- |
| Mind body & soul sessions - Live in New York City      | 2005                  | 22-01-2005            | 4               | 30           |             |

## Filmografie
| Jaar        | Titel      | Rol            |
| ----------- | ---------- | -------------- |
| 2006        | Eragon     | Angela         |
| 2009?       | Snappers   | Stephanie      |
| 2009 - 2010 | The Tudors | Anne of Cleves |
| 2018-2019   | Empire     | Wynter         |